# Abdij San Martino delle Scale

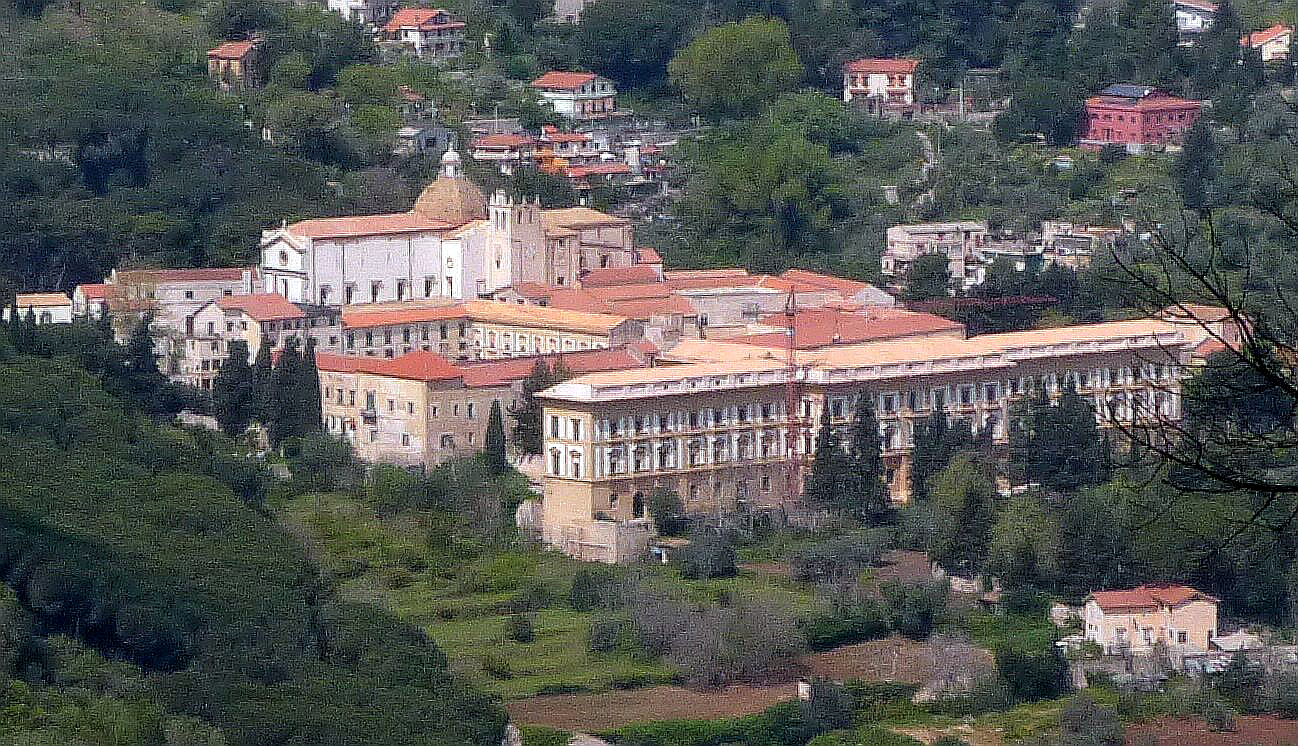
Abdij San Martino delle Scale, Sicilië

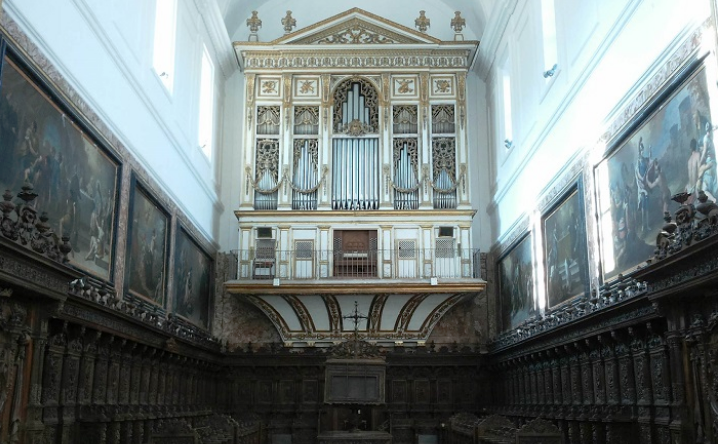
Abdijkerk met orgel en koorbanken

De Abdij San Martino delle Scale bevindt zich in de Siciliaanse gemeente Monreale, nabij de stad Palermo in metropolitaan Palermo. De wijk van Monreale waar de abdij staat, heet ook San Martino delle Scale.
Het is een benedictijnenabdij die de regel volgt van deze van Montecassino, die ooit een territoriale abdij van Italië was.

## Historiek
Volgens mondelinge traditie heeft paus Gregorius de Grote in de 6e eeuw op deze plek een abdij gesticht; op de terreinen van zijn moeder verspreid over Sicilië stichtte Gregorius de Grote zes abdijen. Het blijft speculatief of een van deze zes in Monreale stond. Dit zou impliceren dat de Arabieren ten tijde van het emiraat Sicilië (9e – 11e eeuw) deze abdij moeten verwoest hebben, iets waarvoor geen bewijs bestaat, tenzij een vertelling achteraf door de Normandische bestuurders van Sicilië (11e – 12e eeuw).
Het eerste schriftelijk bewijs van de abdij dateert van 1347, tijdens het Aragonees bestuur. Emanuele Spinola, aartsbisschop van Monreale, liet een benedictijnenabdij stichten in Monreale. Hier werd de naam San Martino delle Scale (di S. Anna) voor het eerst gebruikt. De benedictijner monniken legden zich toe op landbouw in de heuvels tussen Monreale en Palermo, alsook op het kopiëren van manuscripten in het scriptorium.
In de loop van de volgende eeuw (15e eeuw) bestuurden de abten meerdere dorpen in de omstreken waar zij de titel van baron verwierven. Eind 15e eeuw kende de abdij een terugval omdat rivaliserende edelen paal en perk wilden stellen aan de groeiende macht van de abt-baronnen.
Vanaf 1506 volgden de benedictijnen de regel van Montecassino en kwamen hun grondgebied dus rechtstreeks onder pauselijk gezag te staan. De oude abdij werd afgebroken. Talrijke gebouwen werden opgetrokken van de 16e tot 18e eeuw; zo werden in 1775 slaapvertrekken ingenomen waarvan de gevellengte 137 meter bedraagt. Vanuit de salons van de abdij is er een zicht op Palermo. De rijkdommen namen toe. Aan de monumentale basiliek werd gebouwd in de jaren 1591-1597. In 1602 werd de basiliek ingewijd door Diego Haëdo, aartsbisschop van Palermo en primaat van Sicilië. De abdij en de abdijkerk verwierven kunstschatten zoals schilderijen, een barokorgel, boeken, beeldhouwwerken en juwelen. De stijl van het laatste bouwwerk was rococo. Eind 18e eeuw liet het regerend Huis Bourbon-Sicilië toe dat de abten van San Martino delle Scale een zetel hadden in het parlement van Sicilië.
Tijdens de 19e eeuw traden er spanningen op binnen de abdijgemeenschap. De leegloop startte hiermee. Deze werd versneld door confiscatie van kerkelijke goederen door het nieuwe eengemaakte Italië in het jaar 1866. De kerkschatten verdwenen niet alleen door inbeslagneming maar ook door zware diefstallen. Op het einde van de 19e eeuw was de bevolking in de abdij zo goed als uitgedund.
Begin 20e eeuw was er een heropleven van het monastieke leven dankzij monnik Ercole Tedeschi die parochiale taken opnam.
In 1932, in opvolging van het Verdrag van Lateranen tussen het fascistisch bewind en de Pauselijke Staat (1929), werd een overeenkomst getroffen tussen de Italiaanse overheid en de abdijgemeenschap. De San Martino delle Scale, die een voormalige eenheid was onder pauselijk bewind, ontving een officiële erkenning als juridische entiteit. Het abdijleven hernam door orgelconcerten, culturele tentoonstellingen, de heroprichting van de bibliotheek en het herstellen van oude boeken. Een museum toont de resterende kunstschatten, onder meer een collectie porseleinen vazen. In 1969 werd opnieuw een abt gekozen, de eerste sinds een eeuw.

## Enkele abten
- Angelo Sisinio, eerste abt 1352-1386, zalig verklaard
- Giuseppe Benedetto Dusmet, abt 1847-1850, nadien aartsbisschop van Catania en kardinaal, ook zalig verklaard
- Angelo Mifsud, abt 1969-1976, eerste abt sinds een eeuw